# Quercus coahuilensis
Quercus coahuilensis — вид рослин з родини букових (Fagaceae), ендемік Мексики.

## Опис
Вид досягає заввишки 5–6 метрів, стовбур до 0.25 м в діаметрі. Кора чорнувата, тріщинувата. Гілочки стрункі із сірим нальотом. Листки стійкі 2 роки, шкірясті, зворотно-яйцюваті або еліптично-довгасті, 2–6 × 1–3 см; верхівка гостра або округла; основа серцеподібна або округла; край плоский або злегка загнутий, апікально з 2–4 парами зубів із кінчиком щетини; верх жовтувато-зелений, без волосся, крім уздовж жилок; низ густо-темно-пурпурно вовнистий; ніжка листка вовниста, завдовжки 3–6 мм. Тичинкові суцвіття 2 см завдовжки; маточкові суцвіття 1-квіткові, рідше 2. Жолуді маленькі, найбільше поодинокі, дозрівають на другий рік.

## Середовище проживання
Ендемік Мексики (Коауїла).